# 坎皮納蘇
13°47′26″S 48°33′39″W / 13.79056°S 48.56083°W

坎皮納蘇（葡萄牙語：Campinaçu），是巴西的城鎮，位於該國中部，由戈亞斯州負責管轄，始建於1963年1月31日，面積1,974平方公里，海拔高度690米，2010年人口3,656，人口密度每平方公里1.85人。